# Capheris decorata
Capheris decorata là một loài nhện trong họ Zodariidae.
Loài này thuộc chi Capheris. Capheris decorata được Eugène Simon miêu tả năm 1904.